# Offleben

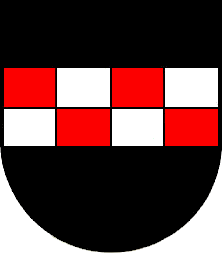
Armoiries d'Offleben

Offleben est un quartier de la commune de Helmstedt, dans le Land de Basse-Saxe. Il y avait une centrale thermique au charbon en service de 1954 à 2002.

## Géographie
Offleben se situe à environ 10 km au sud de la ville centrale de Helmstedt. La ville la plus proche de Schöningen se situe dans une direction ouest à une distance d'environ 5 km. L'endroit est directement à la frontière avec le Land de Saxe-Anhalt et des frontières avec la mine de Schöningen et la région minière de Helmstedt.

## Histoire
Le village d'Offleben est mentionné pour la première fois au IXe siècle. Il appartient à l'abbaye de Riddagshausen depuis de nombreuses années. L'agriculture est formative pour l'endroit jusqu'au XIXe siècle. La culture de la betterave sucrière en particulier est effectuée intensivement.
Avec le début de la grande production de charbon à la fin du XIXe siècle, la structure de la population de l'endroit change également. Des logements pour les mineurs sont créés par Braunschweigische Kohlen-Bergwerke AG (BKB) dans les années 1920 et 1930. Le BKB construit une usine couvante en 1936, utilisée pour traiter davantage le lignite en 1967. Jusqu'en 1945, une partie de l'endroit ne fait pas partie de l'État libre de Brunswick, mais en tant que communauté indépendante de Preußisch Offleben à la province de Saxe prussienne.
Après la Seconde Guerre mondiale, Offleben est directement à la frontière interallemande, Preußisch Offleben est inclus dans la zone d'occupation britannique. Étant donné que la centrale de Harbke à l'est ne peut plus être utilisée par le BKB, une centrale électrique au lignite est construite à la périphérie d'Offleben, le premier bloc est opérationnel en 1954.
Le 1er avril 1971, certaines parties de la municipalité dissoute d'Alversdorf intègrent Offleben. Le 1er mars 1974, Offleben est incorporé dans la nouvelle municipalité de Büddenstedt avec les municipalités de Neu-Büddenstedt et Reinsdorf. Büddenstedt fusionne avec Helmstedt le 1er juillet 2017.

## Source, notes et références
- (de) Cet article est partiellement ou en totalité issu de l’article de Wikipédia en allemand intitulé « Offleben » (voir la liste des auteurs).

1. ↑  (de) Statistisches Bundesamt, Historisches Gemeindeverzeichnis für die Bundesrepublik Deutschland. Namens-, Grenz- und Schlüsselnummernänderungen bei Gemeinden, Kreisen und Regierungsbezirken vom 27.5.1970 bis 31.12.1982, 1983 (ISBN 3-17-003263-1)
2. ↑  (de) Norbert Rogoll, « Zum Abschluss wollen die Bürger aus der Gemeinde feiern », sur Helmstedter Nachrichten, 2017 (consulté le 10 juin 2022)